# 몽슈슈 글로벌하우스
《몽슈슈글로벌하우스》는 다국적 청춘들이 글로벌 셰어 하우스 몽슈슈에서 만났다. 각기 다른 나라, 삶, 배경을 가진 세계 청춘들이 모여 만들어나가는 우정과 사랑의 이야기.

## 기획의도
다국적 청춘들이 글로벌 셰어 하우스 몽슈슈에서 만났다. 각기 다른 나라, 삶, 배경을 가진 세계 청춘들이 모여 만들어나가는 우정과 사랑의 이야기.

## 등장인물

### 주요 인물
- 이대휘 : 동진우 역 -

셰어하우스 주인이자 여행 가이드. 어린 나이에 부모님을 잃고, 할머니의 손에 자랐다. 할머니에게서 배운 부동산 투자 기술로 많은 자산을 모은 성공한 부동산 투자자이다. 어렸을 적부터 머물렀던 연남동에 럭셔리 셰어 하우스 '몽슈슈'를 열어 글로벌 청춘들이 한국을 여행하는데 불편함이 없도록 완벽한 서비스를 제공하고 있다. 소중한 사람이 생기면 언젠가는 잃을 수도 있다는 불안감을 가지고 아무도 깊이 만나보지 못했다.
- 강민아 : 강유나 역 -

쉐어하우스의 유일한 하우스 스탭. 관광학과 휴학생. 해외에 나가고 싶어 관광학과에 들어왔지만 해외를 나가본 적은 없다. 오빠도 남동생도 다 유학 갔지만 혼자만 못 갔다. 동호회 사람들과 유럽여행을 위한 계를 들었다가 자취방 보증금까지 사기를 먹어 졸지에 길에 나앉는 신세가 되었다. 전봇대에 붙은 '하우스 스탭 구함' 전단지 한 장을 들고 '몽슈슈'로 찾아 오는데.

### 그 외 인물
- 김시은 :문소라 역 -

영국 명문 패션스쿨 대학생. 영국 명문 패션스쿨 세인트 마틴에 재학 중인 부잣집 자제. 가난하지만 미래가 촉망 되는 윤민과 결혼하고 싶지만 집안의 반대가 심해 가출한 상태다. 부모님들은 소라가 어디 있는지 찾고 있지만 부모님 돈도, 카드도 안 쓰고 있어서 노출되지 않고 있다. 어떻게든 혼자 힘으로 벌어서 살아보려고 애쓰는 중이다. 생활력 강한 친구 유나를 의지하여 한국에서의 삶을 힘겹게 버티고 있다.
- 크리스티안 부르고스: 니키 역 -

유튜버. 한국 예능이 재미있어 유튜브를 보다가 한국에 와버렸다. 자국에 한국을 소개하는 유튜브를 운영 중이다. 사람들의 관심과 사랑 받는 것을 좋아한다. 소라와 윤민 사이에서 연애상담을 도와주다가 오히려 소라를 좋아하게 된다.
- 장민: 태윤민 역 -

국비유학공대생. 다문화 가정에서 태어나 차별 받고 자랐다. 외모는 외국인이지만 내면은 가장 한국적인 남자다. 자존심이 강하며 고생했던 홀어머니를 마음 편히 평생 모시고 살기 위해서 독신을 고집한다. 영국에서 만난 소라와 사귀다가 헤어진다.
- 다니엘 힉스: 앤디 역 -

영문학 대학생. 모델. 영국에서 왔으며 여심을 사로잡는 외모다. 한국 문화와 음식을 사랑해 한국에 머물고 있다. 자유분방하며 토론하는 것을 좋아한다. 가정적인 면모가 있으며, 유나와 종종 함께 집안일을 하다가 유나에게 반한다.